# Josh Hartnett
Joshua Daniel Hartnett, detto Josh (Saint Paul, 21 luglio 1978), è un attore e produttore cinematografico statunitense.

## Biografia
Hartnett è nato a Saint Paul, nel Minnesota, il 21 luglio 1978, figlio di Daniel Thomas Hartnett, un amministratore condominiale di origini per metà irlandesi e per metà tedesche, e da Wendy Anne Kronstedt, di origini svedesi e norvegesi. I genitori divorziarono quando lui era ancora molto piccolo, pertanto crebbe con suo padre e la sua seconda moglie Molly, un'artista, dalla quale ebbe tre fratellastri: Jessica, Jake e Joe. Ha frequentato la scuola cattolica Nativity of Our Lord della città.
Dopo aver completato gli studi, nel 1997 iniziò a recitare con la Youth Performance Company di Minneapolis, quindi frequentò anche la SUNY di New York dove non restò a lungo e preferì infatti trasferirsi in California sperando in maggiori opportunità professionali.

### Carriera
Nel 1998 prese parte ad alcuni episodi della serie televisiva Cracker e ad alcuni spot televisivi e performance teatrali, prima di entrare nel cast del suo primo film, Halloween - 20 anni dopo, accanto a Jamie Lee Curtis. Recita il ruolo di Trip Fontaine da giovane nel film Il giardino delle vergini suicide del 1999 al fianco di James Woods, Kathleen Turner e Kirsten Dunst. In seguito recita una piccola parte nel film del 2001 Amori in città... e tradimenti in campagna, al fianco di grandi star come Warren Beatty, Diane Keaton, Andie MacDowell e Goldie Hawn.
Uno dei suoi primi ruoli importanti è quello di Danny Walker nel film campione d'incassi Pearl Harbor del 2001 con Ben Affleck e Kate Beckinsale. Sempre nel 2001 recita nel film drammatico O come Otello al fianco di Julia Stiles, il film è una rivisitazione in chiave moderna dell'Otello di Shakespeare, e in seguito nel film d'azione Black Hawk Down - Black Hawk abbattuto con Ewan McGregor.
Nel 2002 è protagonista della commedia romantica 40 giorni & 40 notti e nel 2003 nella commedia poliziesca Hollywood Homicide al fianco di Harrison Ford. Nel 2004 è protagonista del drammatico Appuntamento a Wicker Park di Paul McGuigan. Nel 2005 recita nel kolossal di Robert Rodriguez, Sin City. Sempre nel 2005 recita il ruolo di un ragazzo con la sindrome di Asperger nella commedia romantica Crazy in Love.
Raggiunge definitivamente il successo nel 2006 con il drammatico Slevin - Patto criminale accanto a Bruce Willis, Lucy Liu, Ben Kingsley e Morgan Freeman, e con il thriller Black Dahlia al fianco di Scarlett Johansson, Aaron Eckhart, Hilary Swank e Fiona Shaw. Il 2007 è l'anno dell'horror 30 giorni di buio con Ben Foster, e del drammatico La rivincita del campione con Samuel L. Jackson. Nel 2014 entra a far parte del cast di Penny Dreadful, mentre nel 2015 recita in Cavalli selvaggi di Robert Duvall e Verso la fine del mondo di Brian Horiuchi.

### Vita privata
Nel 2004 ha interrotto la sua lunga relazione con Ellen Fenster. Dal 2012 ha una relazione con l'attrice inglese Tamsin Egerton. Nel novembre 2015 nasce a Londra la prima figlia della coppia, nell'agosto 2017 nasce il secondogenito. e nel 2019 nasce il terzo figlio. Nel novembre 2021 la coppia si sposa in segreto, notizia rivelata da lui a marzo 2022.

## Filmografia

### Attore

#### Cinema
- Halloween - 20 anni dopo (Halloween H20: 20 Years Later), regia di Steve Miner (1998)
- Debutante, regia di Mollie Jones (1998)
- The Faculty, regia di Robert Rodriguez (1998)
- Il giardino delle vergini suicide (The Virgin Suicides), regia di Sofia Coppola (1999)
- Per una sola estate (Here on Earth), regia di Mark Piznarski (2000)
- The Same, regia di Mark Palanski (2001)
- Member, regia di David Brooks (2001)
- Blow Dry, regia di Paddy Breathnach (2001)
- Amori in città... e tradimenti in campagna (Town & Country), regia di Peter Chelsom (2001)
- Pearl Harbor, regia di Michael Bay (2001)
- O come Otello (O), regia di Tim Blake Nelson (2001)
- Black Hawk Down - Black Hawk abbattuto, regia di Ridley Scott (2001)
- 40 giorni & 40 notti (40 Days and 40 Nights), regia di Michael Lehmann (2002)
- Hollywood Homicide, regia di Ron Shelton (2003)
- Appuntamento a Wicker Park (Wicker Park), regia di Paul McGuigan (2004)
- Sin City, regia di Frank Miller, Robert Rodriguez e Quentin Tarantino (2005)
- Crazy in Love (Mozart and the Whale), regia di Petter Næss (2005)
- Slevin - Patto criminale (Lucky Number Slevin), regia di Paul McGuigan (2006)
- Black Dahlia (The Black Dahlia), regia di Brian De Palma (2006)
- 30 giorni di buio (30 Days of Night), regia di David Slade (2007)
- La rivincita del campione (Resurrecting the Champ), regia di Rod Lurie (2007)
- Land Shark - Rischio a Wall Street, regia di Austin Chick (2008)
- I Come with the Rain, regia di Anh Hung Tran (2009)
- Bunraku, regia di Guy Moshe (2010)
- Girl Walks Into a Bar, regia di Sebastian Gutierrez (2011)
- Stuck Between Stations, regia di Brady Kiernan (2011)
- Verso la fine del mondo (Parts Per Billion), regia di Brian Horiuchi (2015)
- Cavalli selvaggi (Wild Horses), regia di Robert Duvall (2015)
- The Lovers, regia di Roland Joffé (2015)
- L'ultima discesa (6 Below: Miracle on the Mountain), regia di Scott Waugh (2017)
- Oh Lucy!, regia di Atsuko Hirayanagi (2017)
- Il tenente ottomano (The Ottoman Lieutenant), regia di Joseph Ruben (2017)
- She's Missing, regia di Alexandra McGuinness (2019)
- L'eredità della vipera (Inherit the Viper), regia di Anthony Jerjen (2019)
- Valley of the Gods, regia di Lech Majewski (2019)
- Trappola infernale (Target Number One), regia di Daniel Roby (2020)
- La furia di un uomo - Wrath of Man (Wrath of Man), regia di Guy Ritchie (2021)
- Ida Red, regia di John Swab (2021)
- Operation Fortune (Operation Fortune: Ruse de Guerre), regia di Guy Ritchie (2023)
- Oppenheimer, regia di Christopher Nolan (2023)
- Trap, regia di M. Night Shyamalan (2024)

#### Televisione
- Cracker – serie TV, 16 episodi (1997-1998)
- Penny Dreadful – serie TV, 27 episodi (2014-2016)
- Drunk History – serie TV, episodi 3x02-6x05 (2015-2019)
- L'indice della paura (The Fear Index) – miniserie TV, 4 puntate (2022)
- Black Mirror – serie TV, episodio 6x03 (2023)
- The Bear – serie TV, episodio 3x04 (2024)

### Produttore
- August (2008)
- Nobody (2009)

## Riconoscimenti
- Saturn Award
  - 1999 - Candidatura al miglior attore emergente per The Faculty
- MTV Movie & TV Awards
  - 1999 - Candidatura alla miglior performance rivelazione maschile per Halloween - 20 anni dopo
  - 2002 - Candidatura alla miglior performance maschile per Pearl Harbor
- Razzie Awards
  - 2002 - Candidatura alla peggior coppia per Pearl Harbor
- Screen Actors Guild Award
  - 2024 - Candidatura al miglior cast cinematografico per Oppenheimer

## Doppiatori italiani
Nelle versioni in italiano delle opere in cui ha recitato, Josh Hartnett è stato doppiato da:
- Andrea Mete in Penny Dreadful, Cavalli selvaggi, L'ultima discesa, Il tenente ottomano, Trappola infernale, L'indice della paura, Operation Fortune, Oppenheimer, Trap, The Bear
- Francesco Bulckaen in Pearl Harbor, 40 giorni & 40 notti, Hollywood Homicide, Sin City, 30 giorni di buio, Black Mirror, Fight or Flight
- Francesco Pezzulli in Blow Dry, Crazy in Love, Slevin - Patto criminale
- Niseem Onorato in The Faculty, Amori in città... e tradimenti in campagna
- Vittorio De Angelis in Halloween - 20 anni dopo
- Mirko Mazzanti in Il giardino delle vergini suicide
- Massimo De Ambrosis in Per una sola estate
- Fabrizio Manfredi in O come Otello
- Oreste Baldini in Black Hawk Down - Black Hawk abbattuto
- Riccardo Rossi in Appuntamento a Wicker Park
- Adriano Giannini in Black Dahlia
- Sergio Luzi in La rivincita del campione
- Gabriele Lopez in Land Shark - Rischio a Wall Street
- Daniele Raffaeli in Verso la fine del mondo
- Ruggero Andreozzi in L'eredità della vipera
- Emiliano Baldari in Valley of the Gods
- Stefano Crescentini ne La furia di un uomo - Wrath of Man